# Adelante Andalucía (parti politique)
Pour les articles homonymes, voir Adelante Andalucía.
Adelante Andalucía (en français : « En avant l'Andalousie », AA) est un parti politique espagnol de gauche et andalou fondé en 2021 sur la base de la coalition du même nom.

## Historique

### Antécédents
La secrétaire générale de Podemos Andalousie, Teresa Rodríguez, annonce le 13 février 2020 son intention de quitter la formation pour relancer Adelante Andalucía comme parti politique indépendant qu'elle souhaite « andalouciste, écologiste, féministe et de la classe laborieuse ».
Elle déclare le 11 août 2020 qu'elle considère la coalition Adelante Andalucía comme « rompue » après avoir échoué à convaincre son propre parti et la Gauche unie Les Verts – Appel pour l'Andalousie (IULV-CA) de transformer leur alliance en un parti politique nationaliste andalou, tandis que IULV-CA l'accuse de s'approprier les outils de communication numérique de leur espace commun. Le 28 octobre, Podemos et IULV-CA obtiennent du bureau du Parlement d'Andalousie que Teresa Rodríguez et sept autres députés soient reconnus comme « transfuges » puisque toujours titulaires de leur mandat mais plus membres de Podemos, ce qui les exclut de leur groupe parlementaire. Quatre mois plus tard, Podemos et Gauche unie indiquent que leur alliance prend le nom d'Unidas Podemos pour l'Andalousie (UPxA).

### Fondation
Teresa Rodríguez présente le 10 mai 2021 le processus de « refondation » d'Adelante Andalucía, soutenu par Anticapitalistas, la Gauche andalouciste, le Printemps andalou et Défendre l'Andalousie, et qui doit culminer le 26 juin par une assemblée constituante. Réunie à la date prévue à Grenade, l'assemblée découvre le nouveau logotype, approuve quatre documents : politique, d'organisation, féministe, et écologiste, puis élit la première équipe dirigeante, qui reçoit 97 % des votes favorables. Six semaines plus tard, Teresa Rodríguez enregistre la nouvelle direction auprès du ministère de l'Intérieur.

## Résultats électoraux

### Élections au Parlement d'Andalousie
| Année | Chef de file     | Voix    | %    | #  | Sièges  | Gouvernement |
| ----- | ---------------- | ------- | ---- | -- | ------- | ------------ |
| 2022  | Teresa Rodríguez | 169 970 | 4,58 | 5e | 2 / 109 | Opposition   |